# Unterseeboot 580
L'Unterseeboot 580 ou U-580 est un sous-marin allemand (U-Boot) de type VIIC utilisé par la Kriegsmarine pendant la Seconde Guerre mondiale.
Le sous-marin fut commandé le 8 janvier 1940 à Hambourg (Blohm & Voss), sa quille fut posée le 31 août 1940. Il fut lancé le 28 mai 1941 et mis en service le 24 juillet 1941, sous le commandement de l'Oberleutnant zur See Hans Günther Kuhlmann.
Il fut coulé accidentellement lors d'une collision avec un navire allemand en Mer Baltique en novembre 1941.

## Conception
Unterseeboot type VII, l'U-580 avait un déplacement de 769 tonnes en surface et de 871 tonnes en plongée. Il avait une longueur totale de 67,10 m, un maître-bau de 6,20 m, une hauteur de 9,60 m et un tirant d'eau de 4,74 m. Le sous-marin était propulsé par deux hélices de 1,23 m animées par deux moteurs diesel Germaniawerft M6V 40/46 de 6 cylindres en ligne de 1 400 cv à 470 tr/min, produisant un total de 2 060 à 2 350 kW en surface et de deux moteurs électriques BBC GG UB 720/8 de 375 cv à 295 tr/min, produisant un total 550 kW, en plongée. Le sous-marin avait une vitesse en surface de 17,7 nœuds (32,8 km/h) et une vitesse de 7,6 nœuds (14,1 km/h) en plongée. Immergé, il avait un rayon d'action de 80 milles marins (150 km) à 4 nœuds (7,4 km/h ; 4,6 milles par heure) et pouvait atteindre une profondeur de 230 m. En surface, son rayon d'action était de 8 500 milles nautiques (soit 15 700 km) à 10 nœuds (19 km/h). 
L'U-580 était équipé de cinq tubes lance-torpilles de 53,3 cm (quatre montés à l'avant et un à l'arrière). Il disposait de quatorze torpilles. Il était équipé d'un canon de 8,8 cm SK C/35 (220 coups) et d'un canon antiaérien de 20 mm Flak. Il pouvait transporter 26 mines TMA ou 39 mines TMB. Son équipage comprenait 4 officiers et 40 à 56 sous-mariniers.

## Historique
Il reçut sa formation de base au sein de la 5. Unterseebootsflottille jusqu'à sa perte.
L'U-580 fut coulé lors d'une collision avec un navire cible allemand pendant un exercice de nuit en Mer Baltique, le 11 novembre 1941.
Douze hommes, dont le capitaine Kuhlmann, moururent dans cet accident. Il y eut 32 survivants.
L'épave du U-580 fut retrouvé le 1er juillet 2013 à la position 55° 45′ N, 20° 40′ E, près du port de la ville de Klaipėda, par une équipe de plongée lituanienne.

## Commandement
- Oberleutnant zur See Hans Günther Kuhlmann du 24 juillet 1941 au 11 novembre 1941.

## Affectations
- 5. Unterseebootsflottille du 24 juillet 1941 au 11 novembre 1941 (Période de formation).